# ماساهیرو کوبایاشی
ماساهیرو کوبایاشی (انگلیسی: Masahiro Kobayashi; ۱۶ مهٔ ۱۹۷۱ – ) بازیگر، صداپیشه، و بازیگر تلویزیون اهل ژاپن بود. وی بین سال‌های ۱۹۹۵ تا ۲۰۲۳ میلادی فعالیت می‌کرد.